# Синими, жёлтыми, красными
«Синими, жёлтыми, красными» — песня, написанная участниками украинского коллектива Apollo Monkeys Алексом Боевым и Артуром Полховским. Композиция была записана Иваном Дорном и выпущена как шестой сингл из дебютного альбома исполнителя Co'N'Dorn (2012).

## Предыстория и релиз
Песня была записана Дорном совместно с участниками группы Apollo Monkeys и выпущена как сингл 1 марта 2012 года через систему Tophit. 28 марта песня была помещена журналом TimeOut в список «25 чумачечих весенних хитов» и в интервью изданию исполнитель говорил: «Эту песню написал не я, её мне друг подарил. Скажем так, это монолог человека о чувстве». 10 мая 2012 года, в преддверии выхода его первого студийного альбома, Иван Дорн выступил в телепередаче «Вечерний Ургант», где исполнил «Синими, жёлтыми, красными», представив её широкой публике.

## Реакция критики
В целом песня получила положительные отзывы от критиков, музыкальных журналистов и программных директоров радиостанций, достигнув первого места в «Экспертном чарте» портала RedStarMusic.ru. Олесь Николенко из украинского портала Top10.ua положительно отозвался о песне. «Новый сингл, как и раньше — чувственная и цепляющая мелодика парня, который не стесняется петь, пардон, от души — этим брал еще, например, Джастин Тимберлейк», — писал журналист. Булат Латыпов из «Афиши» дал положительную рецензию композиции. Он писал, что «Синими, жёлтыми, красными» — «лишь укрепление позиций на завоеванной территории, пригнанный ветром розовый лепесток, упавший на поверхность уже устланной цветами воды». По мнению критика, Дорну удалось записать русскоязычный соул непохожим на кальку с западных образцов. Композиция получила номинацию на премию Муз-ТВ 2013 в категории «Лучшая песня». При этом Дорн также номинирован в этой же категории с синглом «Бигуди».

## Музыкальное видео
В апреле 2012 года состоялась премьера видеоклипа на композицию, которая прошла на сайте журнала Billboard Russia. Режиссёрами выступили братья Дмитрий и Евгений Мисюра, которые ранее сняли для исполнителя клипы к песням «Стыцамэн» и «Северное сияние». Сюжет для видео был придуман режиссёрами, в котором нашлось «место и чувствам, и романтике, и страсти, и настоящим трудностям. Иван Дорн и загадочная незнакомка — история современных Ромео и Джульетты».

### Обзоры
Руслан Набипов из Apelzin.ru отмечал, что видео понравилось пользователям YouTube, где оно получило положительные комментарии. На портале Weburg.net клип попал в рубрику «Видео дня» и ему дали нейтральную оценку: «[Дорн] сконцентрировался на исполнении лирических композиций для девушек. В феврале звезда интернета представила свою новую песню „Синими, желтыми, красными“. Теперь подоспело и видео, в котором показана история любви Дорна и прекрасной незнакомки». Наталья Миславская из Woman.ru дала положительную оценку видео, хотя отмечала, что ничего общего с «Шекспировским произведением» оно не имеет: «…однако видео получилось действительно стильным и романтичным. Не забыл Иван Дорн и о небольшой эротической сцене (так когда-то и Дима Билан начинал!) — словом, всё в лучших традициях жанра». Владимир Габур из «Город Киров.RU» писал, что «последнее видео „Синими Жёлтыми Красными“ радует особенно». Клип получил номинацию на премию Муз-ТВ 2013 в категории «Лучшее видео».

## Участники записи
- Иван Дорн — вокал, бэк-вокал, продюсер
- Роман Мясников — продюсер, саунд-продюсер, аранжировка
- Алекс Боев — автор музыки и слов
- Артур Полховский — автор музыки и слов

## Чарты
| Страна/территория (Чарт)        | Высшая Позиция |
| ------------------------------- | -------------- |
| СНГ (Tophit Общий Топ-100)      | 238            |
| СНГ (Tophit Топ-100 по заявкам) | 92             |
| Россия (RedStar. Чарт продаж)   | 11             |
| Россия (RedStar. Видеочарт)     | 19             |

## Награды и номинации
| Год  | Награда       | Номинированная работа       | Категория    | Результат |
| ---- | ------------- | --------------------------- | ------------ | --------- |
| 2013 | Премия Муз-ТВ | «Синими, жёлтыми, красными» | Лучшая песня | Ожидается |
| 2013 | Премия Муз-ТВ | «Синими, жёлтыми, красными» | Лучшее видео | Ожидается |